# Nopparat Sakul-oad
Nopparat Sakul-oad (Thai: นพรัตน์ สกุลอ๊อด; * 12. März 1986) ist ein thailändischer Fußballspieler.

## Karriere
Nopparat Sakul-oad erlernte das Fußballspielen in den Jugendmannschaften vom Crown Property FC und dem Bangkok FC. Vor seiner Verpflichtung bei Pattaya United im Sommer 2017 spielte er in Bangkok beim Ligakonkurrenten Thai Honda Ladkrabang. Für Thai Honda absolvierte er in der Hinserie acht Spiele. Bei der 0:1-Niederlage von Thai Honda Ladkrabang gegen den Sukhothai FC sprang der Abwehrspieler und Kapitän in der 47. Minute mit gestrecktem Bein in den Gegenspieler Jhon Baggio und traf ihn an der Brust. Er bekam drei Spiele Sperre und eine Geldstrafe von 40.000 Baht. Daraufhin hat der Verein den Vertrag mit dem Spieler wegen Disziplinlosigkeit aufgelöst. 2017 schloss er sich Pattaya United an. Hier absolvierte er 35 Spiele. 2019 ging er zu Samut Prakan City FC. Nach der Hinserie 2019 wechselte er in die Thai League 2 zu Air Force United nach Bangkok. Nachdem sich die Air Force Ende 2019 aus Ligabetrieb verabschiedete, wechselte er nach Khon Kaen und schloss sich dem Zweitligisten Khon Kaen FC an. Nach zwei Spielen für Khon Kaen in der zweiten Liga wechselte er zum 1. Juli 2020 zum Ligakonkurrenten Nongbua Pitchaya FC nach Nong Bua Lamphu. Ende Dezember 2020 verpflichtete ihn der Drittligist Udon United FC aus Udon Thani. Mit Udon spielte er in der North/Eastern Region. Am Ende der Saison feierte er mit dem Verein die Meisterschaft. In den Aufstiegsspielen zur zweiten Liga konnte man sich nicht durchsetzen. Im Mai 2021 unterschrieb er einen Vertrag beim ebenfalls in der dritten Liga spielenden Songkhla FC. Mit dem Verein aus Songkhla spielte er 16-mal in der Southern Region. Nach der Saison verließ er den Verein. Im Juli 2022 wechselte er in die Eastern Region der dritten Liga. Hier schloss er sich in Chonburi dem Banbueng FC an. Für Banbueng bestritt er neun Drittligaspiele. Nach der Hinrunde wechselte er im Dezember 2022 zum Mahasarakham FC. Mit dem Verein aus Maha Sarakham spielte er in der North/Eastern Region der Liga. Am Ende der Saison feierte er mit dem Verein die Meisterschaft der Region sowie die Qualifikation zu den Aufstiegsspielen zur zweiten Liga. Hier konnte man sich jedoch nicht durchsetzen. Im Sommer 2023 wurde sein Vertrag nicht verlängert. Zu Beginn der neuen Saison schloss er sich im Sommer dem Amateurverein APD United in Bangkok an. Zu Beginn der Saison 2024 schloss er sich dem Viertligisten Banbueng City FC an. Mit dem Verein aus Ban Bueng spielte er in der Eastern Region der Liga. 2024 wurde er mit dem Verein Vizermeister der Region. 2025 feierte er mit Banbueng die Meisterschaft der Region sowie den Aufstieg in die dritte Liga. Im Juli 2025 wechselte er wieder in die dritte Liga. Hier schloss er sich in Rayong dem in der Eastern Region spielenden Pluakdaeng United FC an.

## Erfolge
Udon United FC
- Thai League 3 – North/East: 2020/21

Mahasarakham FC
- Thai League 3 – North/East: 2022/23

Banbueng City FC
- Thailand Semi-Pro League – East: 2025  ▲